# 1810年代
1810年代（せんはっぴゃくじゅうねんだい）は、西暦（グレゴリオ暦）1810年から1819年までの10年間を指す十年紀。

## できごと

### 1810年
- 5月25日 リオ・デ・ラ・プラタ副王領の首都ブエノスアイレスでポルテーニョが五月革命を起こし、副王を追放。

### 1811年
- アボガドロの法則（分子説）提唱。

### 1812年
- ナポレオン1世、モスクワ遠征（1812年ロシア戦役）。
- 6月 - 米英戦争（-1814年12月）。

### 1813年
- 3月17日 - 解放戦争 (ドイツ)（-1814年3月31日）。

### 1814年
- 1月14日 - キール条約。
- ウィーン会議（-1815年）。
- 4月6日 - ルイ18世、即位。
- フリードリヒ・カール・フォン・サヴィニー、『立法と法学に対するわれわれの時代の使命（資格）について（Vom Beruf unserer Zeit für Gesetzgebung und Rechtswissenschaft）』を著す。

### 1815年
- インドネシアのタンボラ山が大噴火。
- 3月20日-6月28日 - ナポレオンの百日天下。
- ウィーン議定書、ウィーン体制。
- 第二次セルビア蜂起が発生。

### 1816年
- 7月9日 リオ・デ・ラ・プラタ連合州（アルゼンチン）、トゥクマンの議会でスペインから独立を宣言。
- 前年に起きたタンボラ山の噴火の影響で寒冷化。「夏のない年」といわれる。
- 5月〜11月、フランスでは天候不順が続き、8月に霜が降り、冷たい雨が絶え間なく降りなどして主要河川が大洪水に見舞われた。これらの自然災害が農作物生産に影響し、社会的混乱広がり暴動が多発した[1]。
- 英使節アマーストが清に来航。

### 1817年
- 10月31日（文化14年9月21日） - 光格天皇が譲位し、第120代仁孝天皇が即位。
- セルビアがオスマン帝国から自治権を獲得し、事実上の独立を果たす（セルビア公国の成立）。

### 1818年
- 2月5日 - ナポレオン麾下だったベルナドット、スウェーデン王カール14世として即位。
- チリ、スペインから独立。

### 1819年
- 大コロンビア、スペインから独立。